# Ostwald-Miers-Bereich

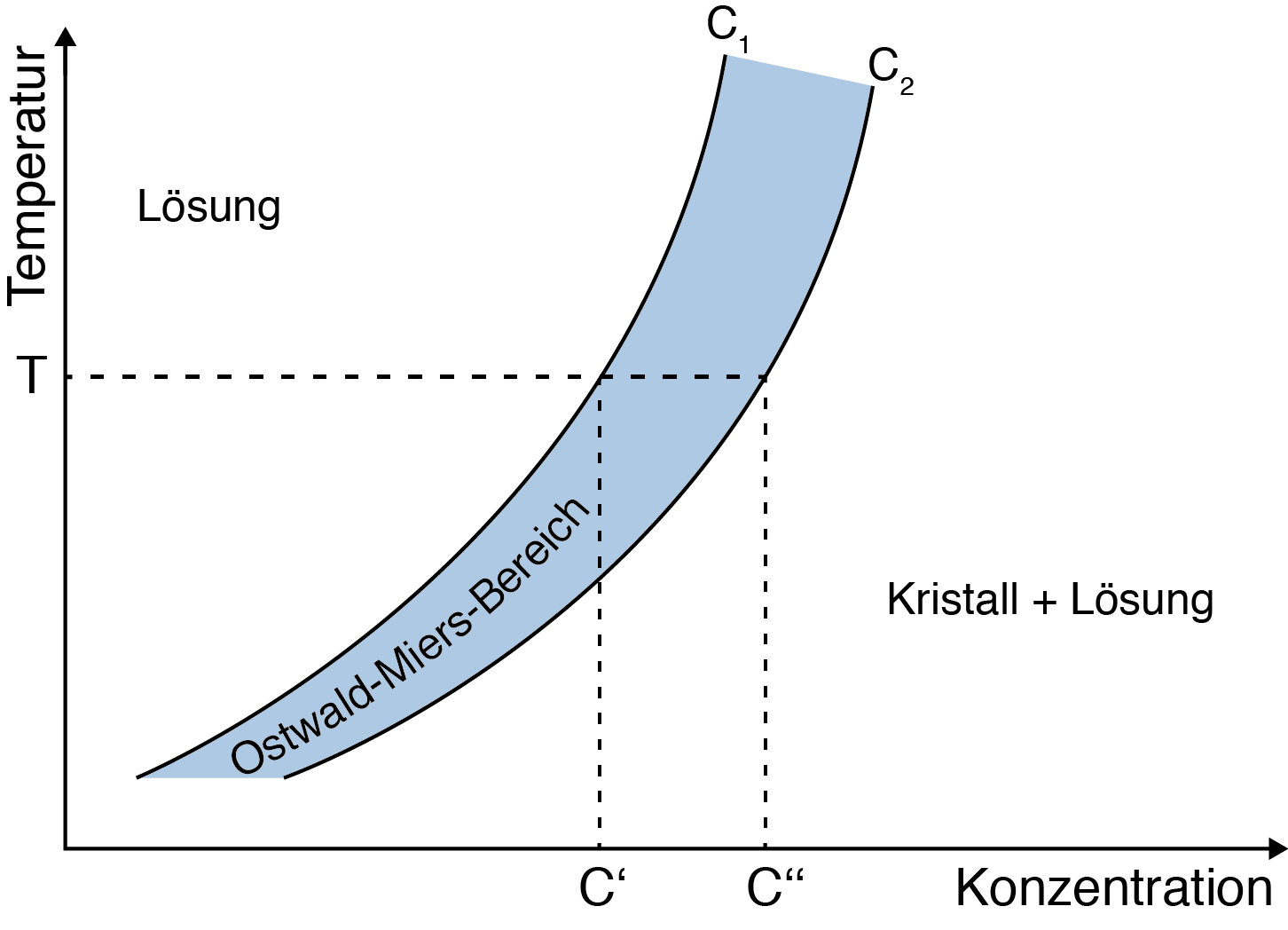
Der Ostwald-Miers-Bereich liegt zwischen der Löslichkeitskurve (C_{1}) und der Fällungskurve (C_{2}).

Der Ostwald-Miers-Bereich (nach Wilhelm Ostwald und Henry Alexander Miers) ist derjenige Temperaturbereich, in dem beim Abkühlen in einer Flüssigkeit der Schmelzpunkt unterschritten oder in einer Lösung das Löslichkeitsprodukt überschritten wird, ohne dass spontan Kristallisation einsetzt. Anders gesagt ist es der Temperaturbereich, in dem sich die Schmelze im unterkühlten bzw. die Lösung im übersättigten Zustand halten lässt.
Er ist also der Temperaturbereich zwischen Schmelzpunkt des Kristalls und Schmelzpunkt der Kristallkeime.
Eine Flüssigkeit oder Lösung im Ostwald-Miers-Bereich ist thermodynamisch metastabil und kristallisiert lediglich bei Hinzugabe von Impfkristallen oder weiterer Unterkühlung.
Analog gibt es nicht nur beim Übergang von der flüssigen zur festen Phase, sondern auch beim Übergang aus der Gasphase in die flüssige oder feste einen Ostwald-Miers-Bereich – gleich, durch Änderung, welcher der Zustandsgrößen im Phasendiagramm der Übergang erfolgt.
Der Bereich besteht, da zur Kristallisation spontan ein Keim ausreichender Größe entstehen muss. Mikroskopische Keime bzw. geordnete Anhäufungen von Molekülen bilden sich permanent spontan in einer Lösung oder Schmelze. Solange die Oberflächenenergie (~ r2) und zu einem kleinen Teil die elastische Energie (z. B. Verspannungsenergie) größer sind als die bei der Kristallisation freiwerdende Energie (~ r3), zerfallen diese spontan gebildeten Molekülanordnungen. Erst oberhalb eines kritischen Keimradius wächst der Keim weiter und es kommt zur Kristallisation. Nach dieser Anschauung kann man den Bereich auch eingrenzen auf den Bereich zwischen oberer Phasengrenze (z. B. Schmelzpunkt) und dem Bereich, in dem immer Keime mit ausreichend großen Keimradien entstehen. Für eine mehr quantitative Beschreibung des Falles flüssige Phase/Gasphase siehe Abschnitt kritischer Radius unter Kelvingleichung.
Eine weit verbreitete Anwendung, bei der ein breiter Ostwald-Miers-Bereich ausgenutzt wird, sind Handwärmer bzw. Wärmekissen mit Natriumacetat-Trihydrat Füllung. Hier wird durch eine Störung (Knicken eines Metallplättchens) ein Keim mit einer ausreichenden Größe oberhalb des kritischen Keimradius gebildet und es kommt zur Kristallisation.
Beim Czochralski-Verfahren zur Herstellung von Silicium-Einkristallen wird die Temperatur des flüssigen Siliciums innerhalb des Ostwald-Miers-Bereichs gehalten, um eine ungestörte und versatzfreie Kristallisation zu gewährleisten.